# Hydraena biimpressa
Hydraena biimpressa är en skalbaggsart som beskrevs av Perkins 2007. Hydraena biimpressa ingår i släktet Hydraena och familjen vattenbrynsbaggar. Inga underarter finns listade i Catalogue of Life.